# 金田卓也
金田 卓也（かねだ たくや、1955年 - ）は、日本の絵本作家。学位は学術博士（東京芸術大学・1990年）。大妻女子大学家政学部教授。
大妻女子大学家政学部助教授、大妻女子大学家政学部准教授などを歴任した。

## 来歴

### 生い立ち
画家・金田常代の子として東京に生まれる。1979年、東京芸術大学美術学部卒業。芸術学士の称号を取得。同大学の大学院に進学し、修士の学位を取得。「発展途上国――ネパールにおける造形教育の目的と方法」と題した博士論文を執筆。1990年、同大学大学院美術研究科博士課程修了。学術博士の学位を取得。

### 作家として
オレゴン大学客員助教授を経て、大妻女子大学家政学部児童学科教授。インドのリシヴァリー・スクールでも教える。1982年絵本『ロミラのゆめ』で日本絵本賞受賞。

## 家族・親族
妻の金田サラソティーは、ヨガ講師として活動するとともに卓也と共著も出している。

## 著書
- 『アブドルのぼうけん アフガニスタンの少年のものがたり』偕成社 1982
- 『ロミラのゆめ ヒマラヤの少女のはなし』金田常代絵 偕成社 1982

### 共編著
- 『マーダルごちそうさま 母と子のおいしい民族料理』金田常代文と人形制作 金田卓也写真 サラソティー料理 偕成社 1986
- 『ホリスティック教育ガイドブック』中川吉晴共編 せせらぎ出版 ホリスティック教育ライブラリー 2003
- 『ピースフルな子どもたち 戦争・暴力・いじめを越えて』金香百合,平野慶次共編 せせらぎ出版 ホリスティック教育ライブラリー 2004
- 『未来を開く教育者たち シュタイナー・クリシュナムルティ・モンテッソーリ･･･』神尾学編著 岩間浩,今井重孝共著 コスモス・ライブラリー 2005
- 『ストレスのない子育てとシンプルライフ インドから学ぶゆとりのある暮らし』金田サラソティー共著 創成社新書 2008
- 『ホリスティックに生きる 目に見えるものと見えないもの』日本ホリスティック教育協会,今井重孝, 金香百合共編 せせらぎ出版 ホリスティック教育ライブラリー 2011

### 挿画
- 福井達雨『月と星の国 父のパキスタン通信』金田常代, 金田卓也絵 偕成社 1984
- 一色悦子『ふしぎな夜の虫送り 古河文学館企画展記念絵本』絵 古河文学館 2011

### 翻訳
- アズラー,アービダー話『ラニーのねがい ガンダーラの少女のはなし』金田常代絵 偕成社 1984
- ペマ・ギャルポ話『ドルジェのたび チベットの少年のはなし』文・絵 偕成社 1985
- カマル=シャハ話『ドゥルガのちかい ベンガルの少女のはなし』金田常代絵 偕成社 1988
- ジョン P.ミラー『魂にみちた教育 子どもと教師のスピリチュアリティを育む』中川吉晴監訳 吉田敦彦,今井重孝他共訳 晃洋書房 2010